# Glockenturm Hohenau an der March

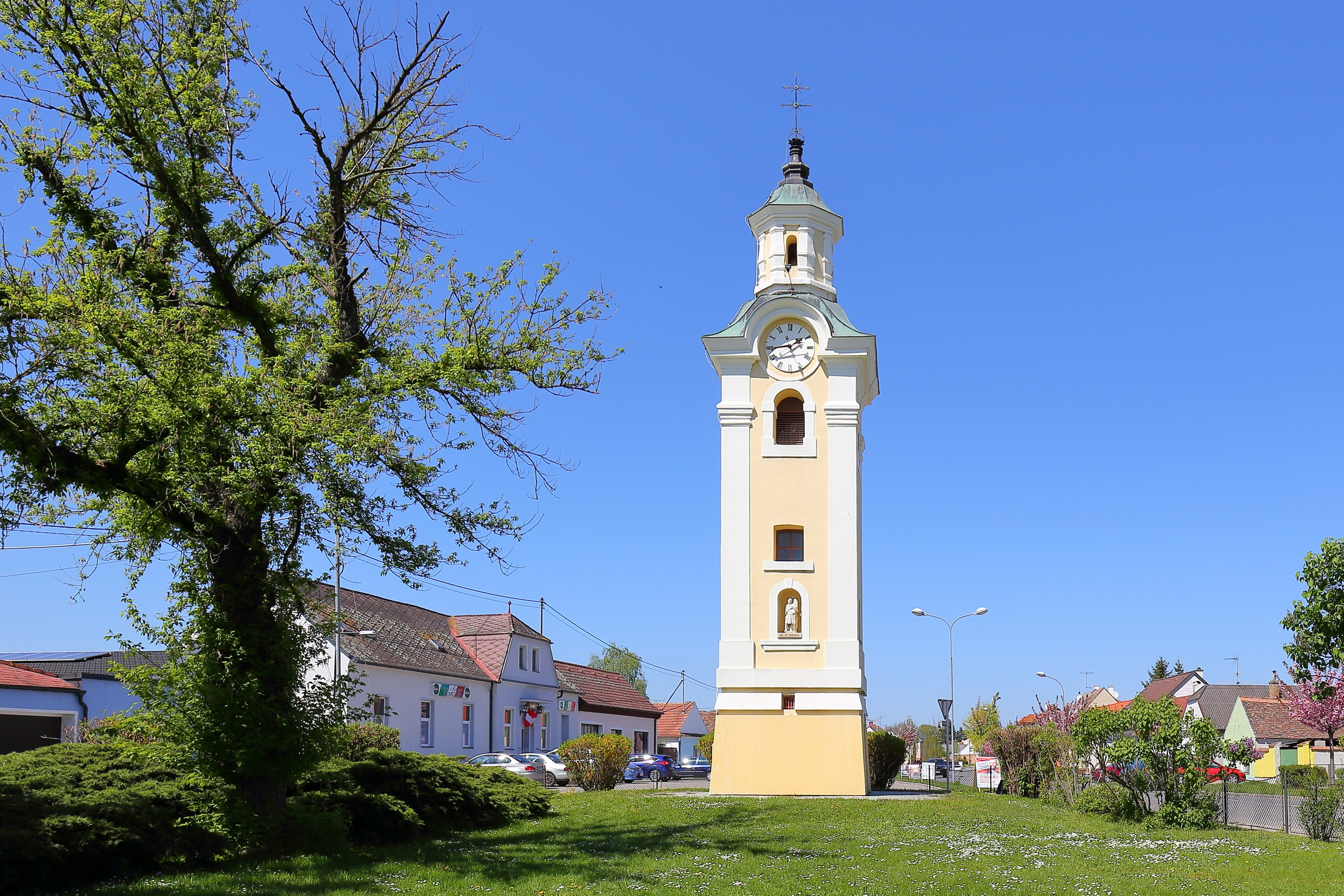
Glockenturm in Hohenau an der March

Der römisch-katholische Glockenturm Hohenau an der March steht an der Glockenturmgasse und Hauptstraße in einem Park im Norden der Marktgemeinde Hohenau an der March in Bezirk Gänserndorf in Niederösterreich. Der Glockenturm steht unter Denkmalschutz (Listeneintrag).

## Geschichte
An der Stelle eines bereits 1711 erwähnten Holzglockenturmes wurde 1745 ein Steinturm erbaut; er stand an der Einmündung der Schulgasse in die Hauptstraße. Dieser Glockenturm wurde 1966 aus Verkehrsgründen abgetragen und 1967/1968 im nördlichen Ortsbereich wieder aufgebaut.

## Architektur
Der dreigeschoßige Turm mit einem quadratischen Grundriss hat eine Fassadengliederung mit Riesenpilastern und zeigt in rundbogigen Figurennischen die Heiligen Martin, Sebastian, Florian, Johannes von 1746. Darüber befinden sich rundbogige Schallfenster und Uhrengiebel, die Haube trägt eine achtseitige Laterne mit Knickpilastern mit einem Helm mit einem achtseitigen Steinaufsatz mit einem Kreuz.